# Renato Rossini
Renato Rossini (oftmals Howard Ross, auch Red Ross; * 10. Januar 1941 in Rom) ist ein italienischer Schauspieler.

## Leben
Rossini, ein athletischer Mann mit pechschwarzem Haar, wurde nach ersten Komparsenrollen in Sandalenfilmen in ebendiesem Genre bald in größeren Sprechrollen besetzt. 1966 erhielt er die Hauptrolle des Mantel-und-Degen-Films Das Finale liefert Zorro, für den er seinen Künstlernamen Howard Ross annahm (nachdem er vorher bereits einige Male als Red Ross in den Stabangaben gelistet wurde). Zwischen 1967 und 1978 spielte er in einer großen Anzahl von Genrefilmen: Abenteuerfilme, Italowestern, Gialli und Polizeifilme, in denen er seine beeindruckende Physis einbrachte. Seine beste Leistung zeigte er wohl in Flavio Mogherinis Ein Mann gegen die Mafia als Mörder Roy. Ab den 1980er Jahren verlegte Rossini sich mehr auf Fernsehrollen, bis er Mitte der 1990er Jahre die Schauspielerei aufgab.
Beim Busto Arsizio Film Festival 2015 erhielt er einen Ehrenpreis für seine Verdienste um das Abenteuerkino.

## Filmografie (Auswahl)
- 1960: Das Schwert von Persien (Esther e il re)
- 1963: Die Höllenhunde des Dschingis Khan (Maciste contro i Mongoli)
- 1964: Der größte Sieg des Herkules (Ercole l’invincibile)
- 1964: Marco – der Unbezwingbare (Maciste alla corte dello tsar)
- 1964: Soraya, Sklavin des Orients (Anthar l’invincibile)
- 1964: Der stärkste Mann der Welt (Il trionfo di Ercole)
- 1964: Die Stunde der harten Männer (Ercole, Sansone Maciste e Ursus gli invincibili)
- 1964: Die Vernichtung des Dschingis Khan (Maciste nell'inferno di Gengis Khan)
- 1965: Das Geheimnis der roten Blume (Kindar l'invulnerabile)
- 1965: Die vier Geier der Sierra Nevada (I quattro inesorabili)
- 1965: Zadar-Khan, der Wüstenrebell (La magnifica sfida)
- 1966: Django – schwarzer Gott des Todes (Starblack)
- 1966: Das Finale liefert Zorro (Zorro il ribelle)
- 1966: Nebraska-Jim (Ringo del Nebraska)
- 1967: Fünf gegen Casablanca (Attentato ai tre grandi)
- 1967: Die schmutzigen Dreizehn (Quindici forche per un assassino)
- 1967: … und morgen fahrt ihr zur Hölle (Dalle Ardenna all'inferno)
- 1967: Wanted Johnny Texas (Wanted Johnny Texas)
- 1968: 20.000 dollari sporchi di sangue
- 1968: Der Einsame (L’ira di Dio)
- 1968: Lady Hamilton – Zwischen Schmach und Liebe
- 1968: Die Schlacht an der Neretva (Bitka na Neretvi)
- 1968: Stoßtrupp ins Jenseits (El "Che" Guevara)
- 1969: 1944 – Die Brücke über die Elbe (No importa morir)
- 1969: Poppea – Die Kaiserin der Gladiatoren (Le calde notti di Poppea)
- 1969: Stoßtrupp ins Jenseits (El „Che“ Guevara)
- 1969: 20.000 dollari sporchi di sangue
- 1969: Viva Cangaceiro (O'Cangaceiro)
- 1971: Als die Frauen das Bett erfanden (Quando gli uomini armarono la clava e con le donne fecero din-don)
- 1971: Marta
- 1973: Diamantenpuppe (L'ultima chance)
- 1973: Der Mann aus El Paso (Un hombre llamado Noon)
- 1973: Number One
- 1973: Vier Teufelskerle (Campa carogna… la taglia cresce)
- 1973: Zwei Halunken „stürmen“ Troja (Elena si, ma… di Troia)
- 1974: Mörder-Roulette (El clan de los inmorales)
- 1976: Maria – Nur die Nacht war Zeuge
- 1977: Blutiger Zahltag (La ragazza del pigiama giallo)
- 1978: Unmoralische Novizinnen (Interno di un convento)
- 1982: Der New York Ripper (Lo squartatore di New York)
- 1985: Afghanistan Connection (I giorni dell'inferno)
- 1995: Vacanze di natale '95